# Marie Caroline de Liechtenstein
La princesse Marie Caroline de Liechtenstein, comtesse de Rietberg (née le 17 octobre 1996), à Grabs (Suisse), est le second enfant et la première et unique fille du prince héréditaire Alois de Liechtenstein et de Sophie de Bavière. 

## Biographie
Née en 1996, Marie Caroline Elisabeth Immaculata von und zu Liechtenstein fait partie d'une fratrie de quatre enfants portant la qualification d'altesse sérénissime :
- le prince Joseph Wenzel Maximilian Maria (né à Londres le 24 mai 1995[1]) ;
- le prince Georg Antonius Constantin Maria (né à Grabs le 20 avril 1999[1]) ;
- le prince Nikolaus Sebastian Alexander Maria (né à Grabs le 6 décembre 2000).

En vertu des règles de succession au trône de Liechtenstein qui empêchent les femmes de monter sur le trône, elle ne figure pas dans l'ordre de succession.
Elle fréquente d'abord l'école primaire Ebenholtz, avec ses frères. Elle étudie ensuite au Malvern College, dans le Worcestershire. Après avoir obtenu son diplôme en 2020, elle obtient un baccalauréat en beaux-arts en design de mode. Elle fréquente également une école d'art à New York.
En août 2022, elle et sa famille apparaissent publiquement à l'occasion de la fête nationale.
Le 22 octobre 2024, la famille princière annonce les fiançailles de Marie Caroline de Liechtenstein avec Leopoldo Maduro Vollmer, né à Caracas le 28 octobre 1990, financier travaillant à Londres, où réside également la princesse.

## Titulature
- depuis le 17 octobre 1996 : Son Altesse Sérénissime la princesse Marie Caroline de et à Liechtenstein, comtesse de Rietberg